# El Rocío (llogaret)
El Rocío és un llogaret adscrit al municipi d'Almonte (Huelva) on s'hi celebra anualment una de les peregrinacions marianes més multitudinàries del món (el romiatge de El Rocío), durant la qual el municipi esdevé el 3r més poblat del país. El Rocío es troba en un punt geogràfic intermedi del territori municipal, a meitat de distància entre el nucli d'Almonte i el de Matalascañas, ja a la costa atlàntica. Fou declarat Llogaret Internacional del Cavall el 1992 i el 2006 bé d'interès cultural, per estar annexa al Parc Nacional de Doñana. Fundat al voltant del s. XIII, el llogaret té una arquitectura i cultura úniques que foren exportades a Amèrica al s.XV i que han influït en la cultura popular de l'oest americà.

## Història
Els successos que conformen la creació i el desenvolupament del llogaret de El Rocío abasten més de vuit segles, des del s. XIII. A causa de la seva situació geogràfica estratègica entre la capital de província i l'oceà atlàntic, el llogaret ha exercit un rol crucial en el comerç maritimoterrestre, especialment durant la baixa edat mitjana i principis de l'Edat Moderna. És a partir del s. XVII quan l'interès paisatgístic, cultural i religiós del llogaret assoleix projecció internacional, culminant amb el seu estatus especial protegit com a bé d'interès cultural el 1973, Patrimoni de la Humanitat per la UNESCO el 1992 visita del papa Joan Pau II el 1993. Avui dia el llogaret i el seu entorn suposen un actiu turístic clau per a Almonte, juntament amb el nucli urbà principal, la urbanització costanera de Matalascañas i diversos altres punts d'interès del municipi.

### Edat mitjana
Atret per la llegenda d'un caçador que es trobà amb la imatge de la Mare de Déu al bosc de Las Rocinas, el rei Alfons el Savi ordenà la construcció el 1270 d'un santuari que allotgés aquesta imatge, una talla gòtica d'autoria desconeguda que, des d'aleshores, es mantingué a resguard en aquest temple. A l'Arxiu Ducal de Medina Sidonia de Sanlúcar de Barrameda es conserva una delimitació de 1335 on hi ha la primera referència per escrit a l'ermita de Santa María de las Rocinas. El Libro de la montería d'Alfons XI, datat entre 1342 i 1350, dedica els seus set darrers capítols als llocs de caça d'Andalusia. Esmenta a l'entorn de Niebla "una tierra que dicen de las Rocinas" i afegeix que els millors sotos són els que hi ha "cabo una iglesia que dicen Sancta María de las Rocinas". A causa de la seva localització entre Andalusia oriental i el port de Palos, Almonte tingué un important trànsit de mercaderies durant la Baixa Edat Mitjana, especialment d'oli d'oliva i vi, que s'exportaven també des de la pròpia localitat d'Almonte . Com que l'actual broc Madre de las Marismas era llavors un riu de molt més cabal que connectava directament amb el rierol de La Rocina, El Rocío es convertí en un dels principals ports medievals del sud d'Espanya.

### Edat Moderna
Durant el "Descobriment" d'Amèrica, s'exportaren a aquest continent tant el cavall maresmenc com la vaca mostrenca, ambdues varietats autòctones d'Almonte i que en aquella època pasturaven amb llibertat per tota la part sud del terme, així com els aiguamolls de municipis veïns. De fet, el localisme mostrenco (que significa “salvatge”), fou adaptat a l'anglès com Mustang, terme amb el que coneixen els cavalls salvatges als Estats Units. De la mateixa manera, s'exportà no només l'arquitectura del llogaret de El Rocío (principalment la ubicació de les cases disposades en carrers rectes sobre terreny sorrenc sense pavimentar, els pals per amarrar els cavalls als porxos, els fanals amb llum càlida i les cases baixes d'una o dues plantes d'estil colonial sinó tots els arreus eqüestres (muntura, arreus de cuir, abeuradors, barret, picadors, esperons, llaç, trasllat de caps de bestiar, la marrada o el marcat a ferro roent) amb especial impacte al Far West de Nord Amèrica, actualment els estats de Texas, Arizona, Nou Mèxic, Colorado, Nevada, Utah i Wyoming.
El 1598 s'instituí una capellania a l'ermita, amb el llegat d'un sevillà que havia emigrat al Perú, anomenat Baltasar Tercero. El primer cop que la Verge es troba referida per escrit amb la paraula "Rocío" és en un document de l'Ajuntament d'Almonte del 25 d'abril de 1653, que diu el següent:
| « | Será justo que se haga un novenario de misas cantadas a Ntra. Sra. del Rocío, amparo y remedio de esta Villa […] y remedie nuestras necesidades y nos de su Rocío para que la cosecha sea muy colmada… | » |

La dècada de 1780 el duc de Medina Sidonia y Alba, José Álvarez de Toledo Osorio, encapçalà un nou projecte per a ampliar el llogaret sota la direcció de Roque Díaz-Ángel del Castillo. Aquest comptà amb l'assessorament de dos veïns de La Palma del Comtat: Alonso de Orihuela i el mestre arquitecte i agrimensor Francisco Díaz Pinto. Les primeres famílies no originàries del municipi s'hi instal·laren el 1789.

### Edat Contemporània
El llogaret quedà pràcticament abandonat el 1810 per causa de la invasió francesa.El 17 d'agost d'aquell mateix any executaren a Almonte al general francès Pierre D’Osseaux, degut a això Napoleó com a represàlia hi envià més d'un miler de soldats. El poble pregà protecció a la verge, ja que era temien que no suportarien un segon conflicte bèl·lic d'encara majors dimensions. L'endemà passat, quan ja es trobaven al veí poble de Pilas, els soldats retrocediren i mai arribaren a Almonte, pel que, donant crèdit a la petició d'auxili que feren a la seva patrona, es decidí celebrar cada 19 d'agost el vot conegut com a Rocío Chico.A mitjan segle XIX el llogaret de El Rocío comptava amb 35 habitatges. Entre les zones conegudes com El Real i El Acebuchal, construïren les seves cases les següents germanors filials: Sanlúcar de Barrameda el 1844, Villamanrique el 1846, Pilas el 1851, Moguer en 1853 i La Palma del Condado en 1858. El 1855 es va construir també un ruedo per a bregar toros.
El 1900 eren ja 9 les Germandats filials que peregrinaven cada any pel romiatge: Villamanrique de la Condesa, Pilas, La Palma del Condado, Moguer, Sanlúcar de Barrameda, Triana, Umbrete, Coria del Río i Huelva; i el 1913 se celebra el primer centenari del Rocío Chico, instal·lant-se una làpida commemorativa i una sortida extraordinària de la verge pel llogaret.El 1915 l'ermita és remodelada pel rector d'Almonte Juan Luis Cózar y Lázaro i la verge roman 5 mesos a Almonte fins que acaba aquesta restauració al maig, que inclou pavimentació, enrajolat i sostrada i que es recull amb detall en un llibre. El 8 de juny de 1919 es duu a terme la coronació canònica de la verge, pel Cardenal Enrique Almaraz Santos, amb butlla de Benet XV i més de 25.000 persones reunides al llogaret. La corona és d'or massís i pesa uns 2 kg. A partir de llavors la xifra mitjana de visitants durant el romiatge passà de 8.000 persones (des del s. XVIII) a 30.000. A l'any següent la Germandat Matriu rep els títols de Pontifícia i Reial.
El 1925 s'instal·là la primera línia de telèfon local al llogaret, amb quatre-cents pals d'estesa de xarxa des d'Almonte i set anys més tard s'hi obre la primera escola nacional.El 1926 l'ajuntament ordena el tancament de la maresma i la regulació de la ramaderia, cobrant drets de pastura amb excepció dels residents al municipi i els assistents al romiatge. El següent any l'ajuntament i la Diputació iniciaren la construcció del camí des d'Almonte, que donaria lloc a la carretera trenta anys més tard.El 1929 es comença a cobrar un impost als vehicles que accedeixin al llogaret durant el romiatge, obtenint fins a 2.780 pessetes el 1941 per l'entrada de cotxes.El 1934 apareix una acta en la qual l'ajuntament insta al Ministeri de Foment a dur a terme el projecte dissenyat per l'enginyer de camins Francisco Ruiz Martínez d'una carretera des del Sanlúcar fins a Almonte, passant per El Rocío, al·ludint al nombre de visitants durant el romiatge, al benefici econòmic vinícola amb Jerez i a la dinamització de municipis veïns.El 1939 l'ajuntament compra una casa per 8.000 pessetes situada a la cantonada entre el carrer Moguer i el carrer Ermita, per a enderrocar-la i eixamplar l'esplanada davant de la façana principal de l'església.
Francisco Franco visità l'església el 1953 i a partir de 1956 la Germandat Matriu comença a utilitzar cartelleria anualment per a promocionar el romiatge. El 1958 s'acaba d'asfaltar i obre al públic el tram de la carretera A-483 des d'Almonte, duplicant-se la xifra mitjana de visitants durant el romiatge a 60.000 persones.El 1960 el nombre de Germandats filials ha augmentat a 32.
El 1963 l'església es remodelà íntegrament, adquirint definitivament l'aspecte actual. La Germandat Matriu sol·licità l'avantprojecte als arquitectes Alberto Balbontín i Antonio Delgado Roig.
El 1973 l'ermita i el seu entorn foren classificats pel govern com a Paratge Pintoresc. Aquest reconeixement, no obstant això, deixava sense definir l'àmbit de protecció.El 1980 ja hi ha un total de 59 Germandats filials i el llogaret assoleix per primer cop el milió de persones durant el romiatge, xifra que continuarà augmentant lentament fins avui dia.
L'any 2004 les germandats filials arriben a 102. Entre 1964 i 1969 es construí l'actual ermita. El seu estil és el regionalisme blanc i va ser dissenyada pels arquitectes Alberto Balbontín de Orta i Antonio Delgado y Roig.El 2006 l'ermita i el llogaret foren classificats com a Bé d'Interès Cultural, en la categoria de Lloc Històric.

## Demografia
El llogaret comptava amb 1732 habitants (INE 2021), si bé durant el romiatge de Pentecosta el nombre de visitants ha assolit el milió de persones.El 2006 comptava amb 2 182 habitatges particulars, 79 cases de germandats de El Rocío, diversos hotels, un museu, una escola hípica i un càmping. També té serveis com a gasolineres, restaurants, bancs i un comerç especialitzat.

## Urbanisme
L'organització urbana del llogaret ha tingut dues fases principals: la primera durant l'edat mitjana, des del segle XIII quan es construí l'ermita fins a l'establiment de la seu de la  Germandat Matriu el 1640. Com es detalla en la secció històrica, a partir del segle XIV l'activitat portuària al llogaret arribà al seu zenit.Durant el segle XVI, a mida que el rierol de La Rocina minvava i la inundació de la maresma esdevenia estacional, el comerç per via marítima desapareix i alhora augmenta el trànsit terrestre i l'interès per l'ermita i la Verge. Des d'aleshores comença una segona etapa en la que s'anaren construint les diferents seus de les germandats filials entorn al temple i els habitatges d'estil colonial fora del Real.El llogaret té una trama urbana quadriculada amb carrers de traça paral·lela i perpendiculars, tots de doble sentit i travessats per dues grans diagonals, els camins del Puente del Rey (accés des de Cadis i Sevilla) i el de Los Llanos (accés des d'Almonte), que connecten directament amb el Real i l'ermita. Aquest disseny permet un trànsit segur i directe per aquests carrers principals i amb accés a les secundàries, on hi ha la part posterior dels habitatges, facilitant el trànsit animal. Gran part dels carrers reben nom de topònims (flora, fauna i llocs emblemàtics), així com personalitats històriques rellevants per a la localitat. Tota la maresma està voltada i separada de la part sud del llogaret per un passeig de vianants enjardinat amb miradors, que comença amb l'oficina de turisme a l'oest i finalitza al centre ornitològic Francisco Bernis. A l'oest, paral·lela a l'antiga A-483, s'instal·là una passarel·la de fusta amb miradors. Instal·lacions com el Museu Històric, el centre hípic Formades, les pistes eqüestres AICAB, el CECOPI, el càmping Aldea i l'estació de servei envolten el llogaret, encara que amb el pas del temps i l'expansió d'aquest, anaren engolides al nucli urbà. El llogaret compta amb unes 10 places o parcs, incloent la Plaça de Doñana, El Acebuchal, El Tamborilero, El Acebrón, Cerro del Trigo, Plaza Mayor i Plaza Menor, totes distribuïdes de manera uniforme per aquesta. El 2012 es construí una variant de l'A-483 de 4,5 km (la meitat d'autovia amb doble calçada) per a desviar el trànsit cap a la costa del qual es dirigeix al llogaret, evitant embussos innecessaris en èpoques estivals o del romiatge.